# (2178) Казахстания
(2178) Казахстания (каз. Қазақстания) — довольно крупный астероид главного пояса, который был открыт в ночь с 11 на 12 сентября 1972 года советским астрономом Николаем Черных в Крымской обсерватории и был назван в честь республики в составе Советского Союза, а ныне независимого государства — Казахстана.

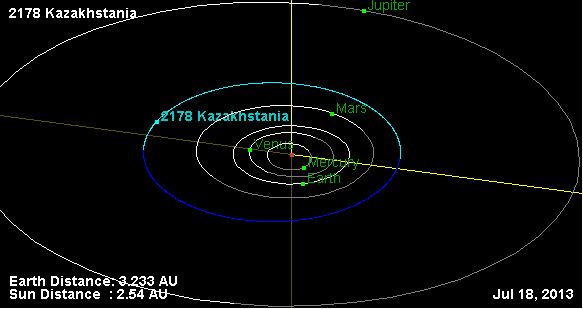
Орбита астероида Казахстания и его положение в Солнечной системе